# Havermarkt (Breda)

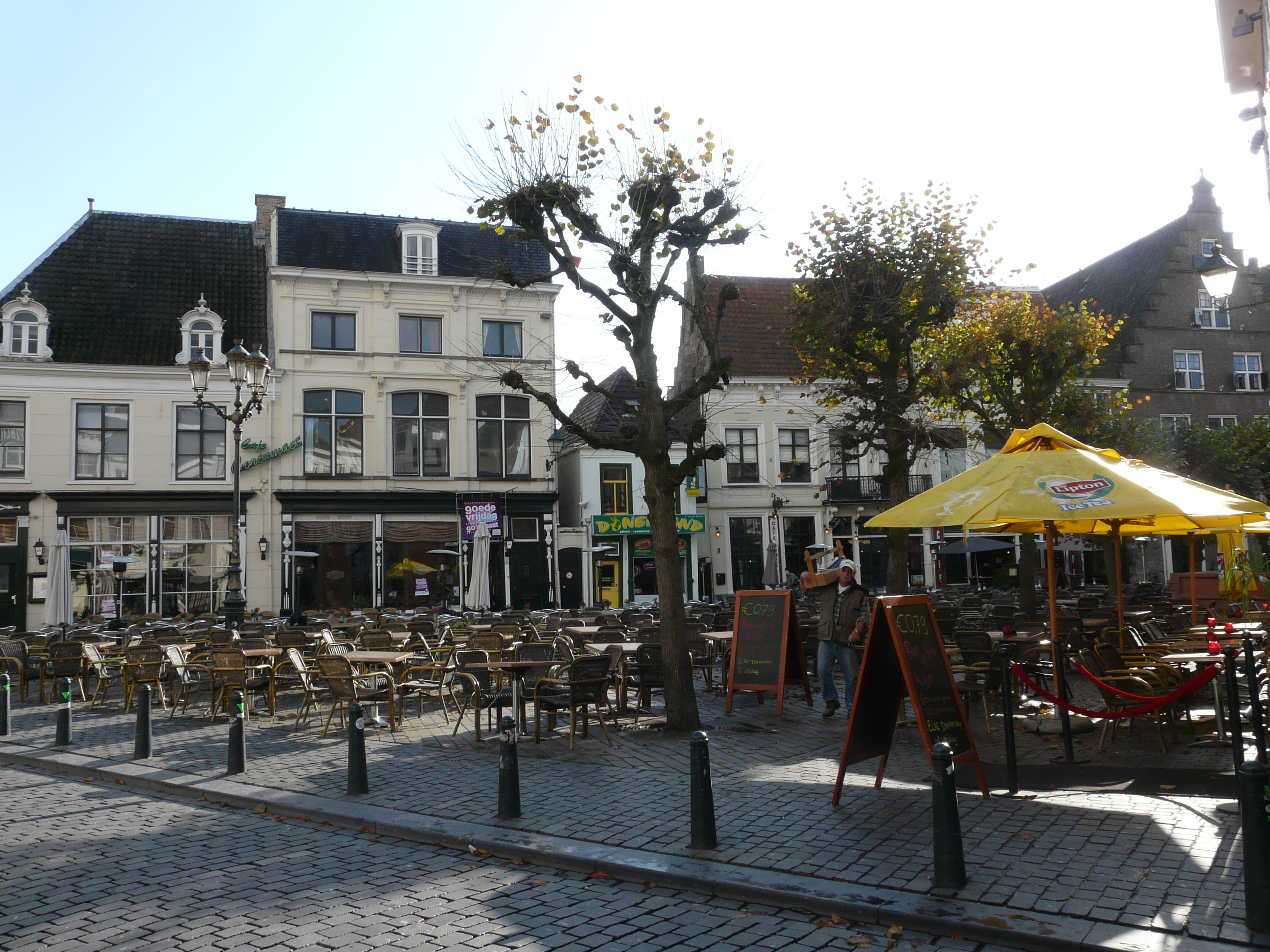
Havermarkt

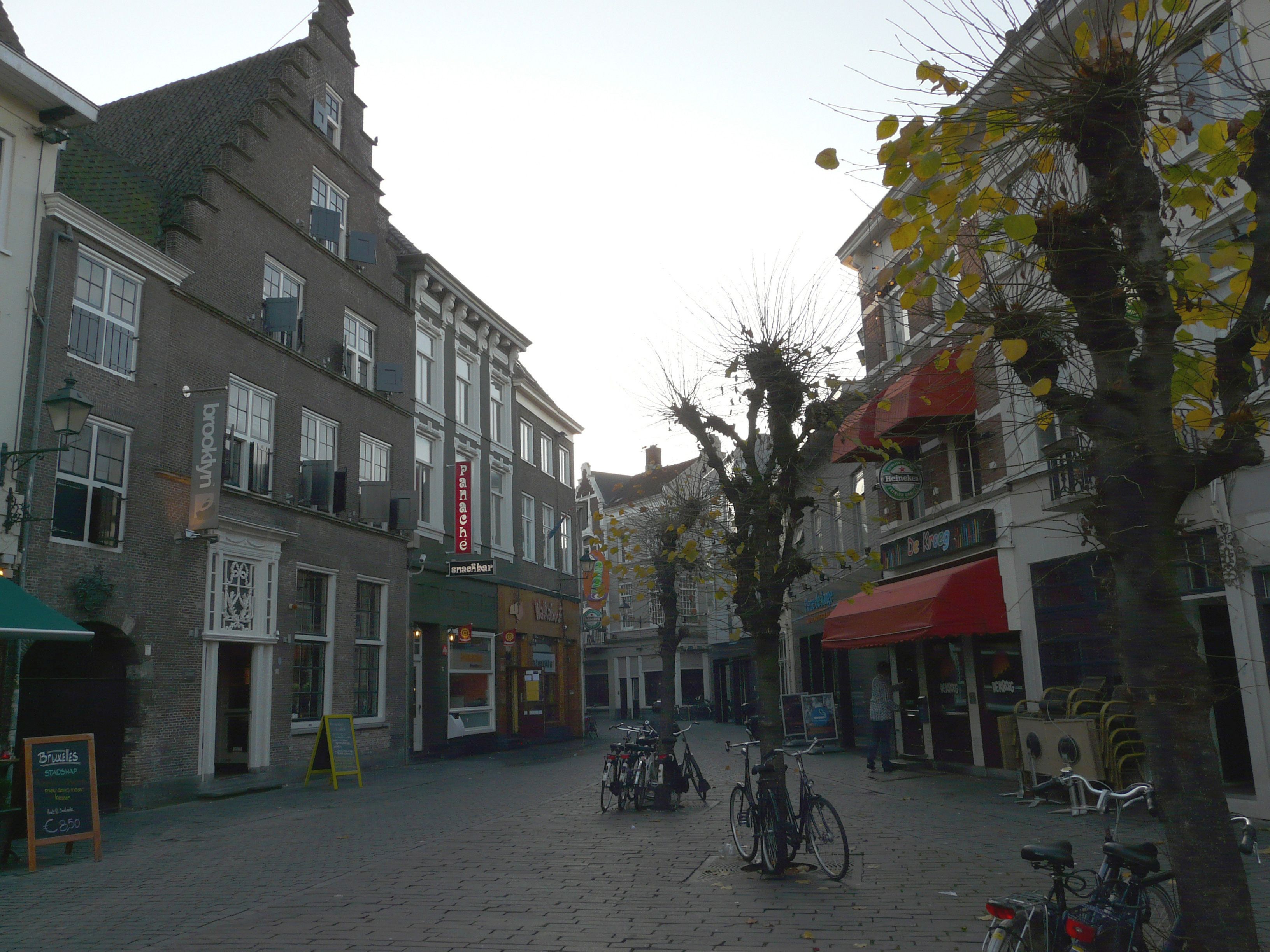
Havermarkt

De Havermarkt is een plein in de binnenstad van Breda. Het ligt vlak bij de Grote of Onze-Lieve-Vrouwekerk en de Haven. Het is een pleintje met rondom cafés met terrassen. Het geldt als een bekende uitgaansplek in Breda. Onder meer is er het monumentale pand de Vogel Struys met asymmetrische trapgevel uit 1665.
Op de Havermarkt staat het beeld De Troubadour van Annemieke Post. De Reigerstraat komt, net als de Vismarktstraat, uit op de Havermarkt. Via de Havermarkt is 't Sas bereikbaar.